# Seongju-gun
Seongju (hangul 성주군, hanja 星州郡) är en landskommun (gun) i den sydkoreanska provinsen Norra Gyeongsang. Folkmängden var 44 970 invånare i slutet av 2020. Den administrativa huvudorten heter Seongju-eup och hade 14 240 invånare 2020.
Kommunen består av en köping (eup) och nio socknar (myeon):
Byeokjin-myeon,
Chojeon-myeon,
Daega-myeon,
Gacheon-myeon,
Geumsu-myeon,
Seongju-eup,
Seonnam-myeon,
Suryun-myeon,
Wolhang-myeon och
Yongam-myeon.

## Bilder

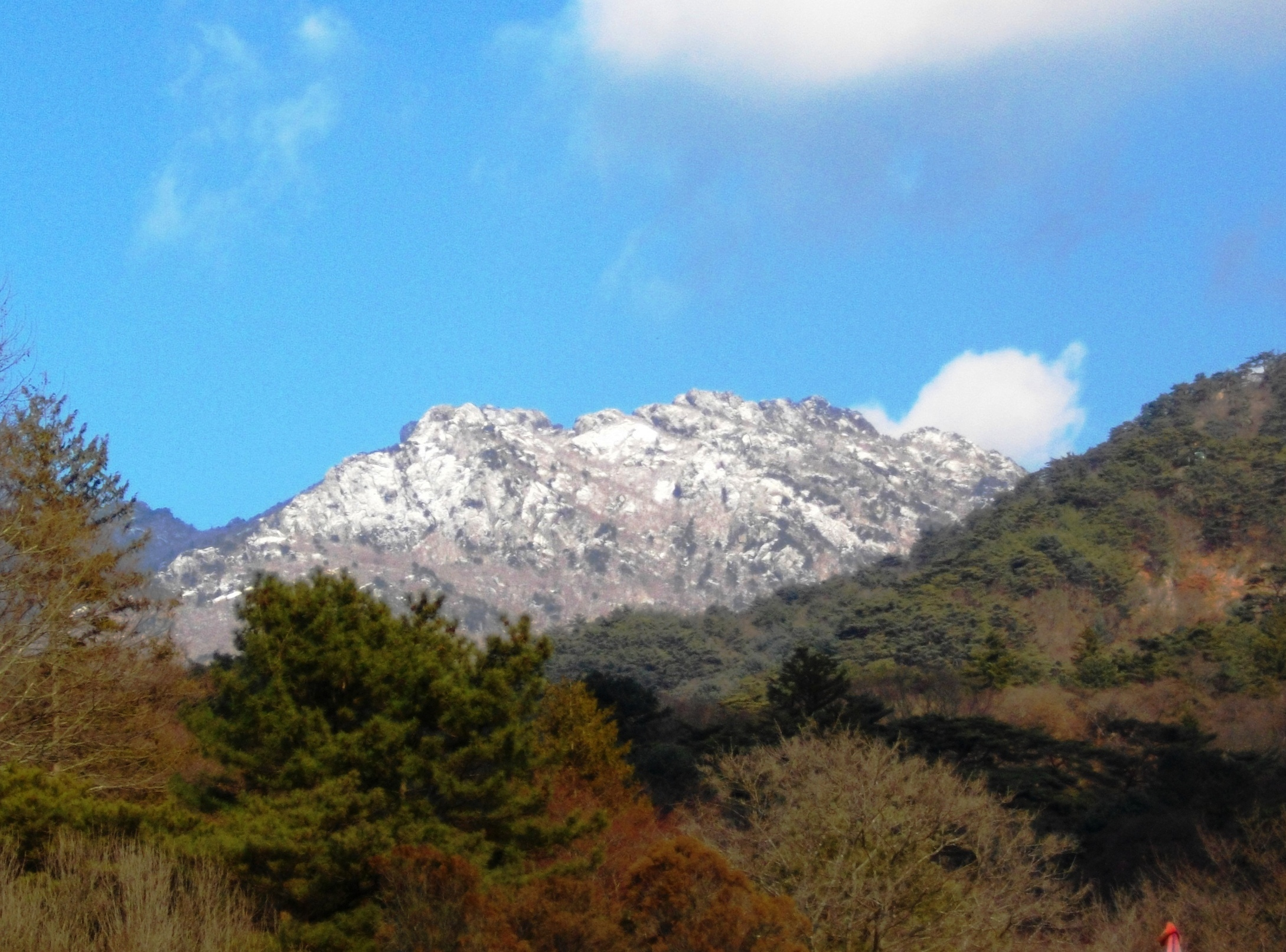
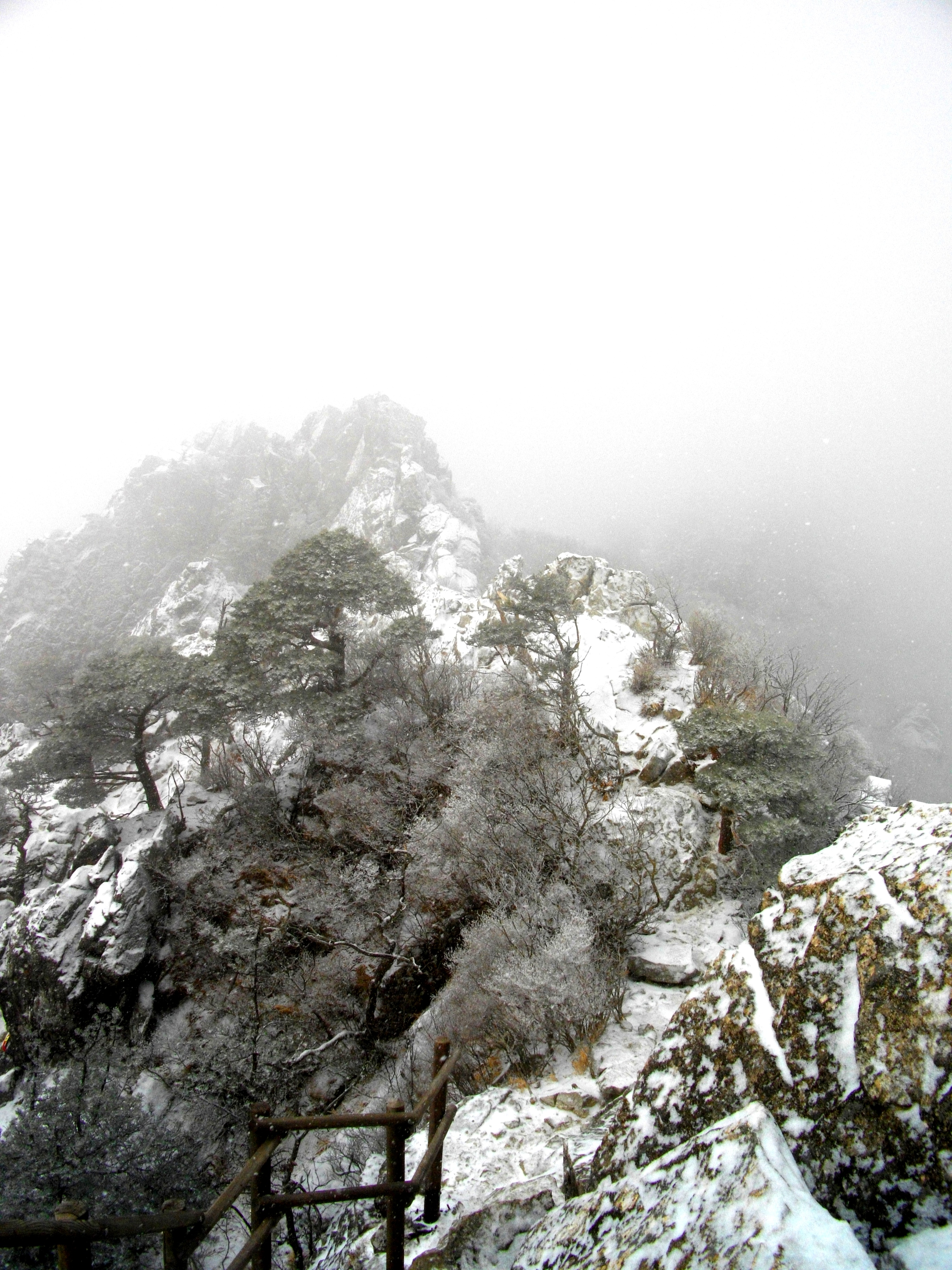
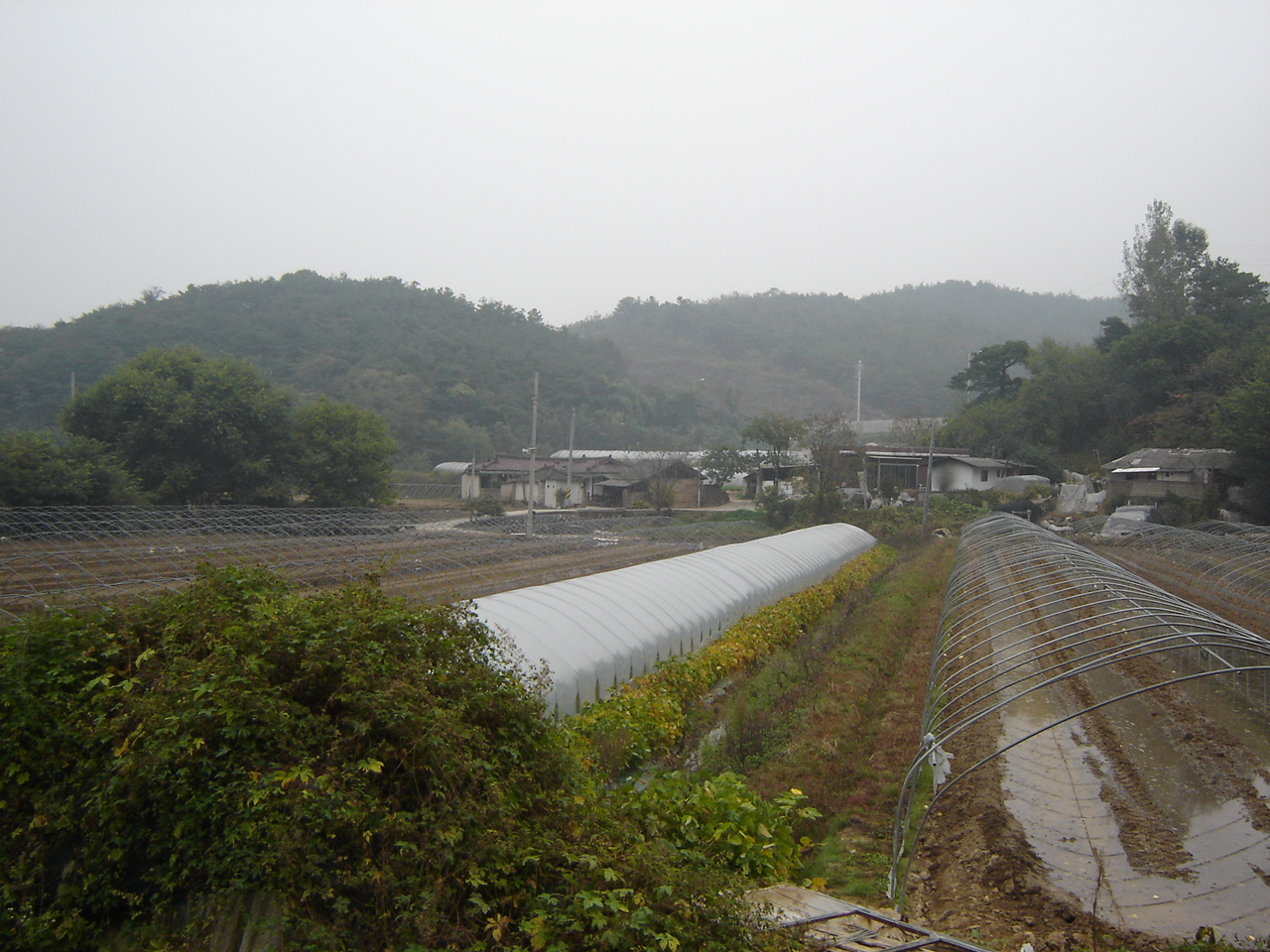